# عامر بن مسلم العبدي
عامر بن مسلم العبدي كان من أصحاب الحسين بن علي واستُشهد في معركة كربلاء. وكان اسمه ضمن الذين استشهدوا في الغارة الأولى.

## النسب
كان عامر بن مسلم من آل عبد القيس. وبحسب المامقاني، استُشهد والده مسلم في جيش علي بن أبي طالب في معركة صفين.

## في يوم عاشوراء
كان عامر من أهل البصرة، والتحق بالحسين بن علي في مكة مع خادمه سليم. وفي يوم عاشوراء استُشهد في الهجوم الأول. وقد ورد اسمه في زيارة الشهداء والزيارة الرجبية.